# Natalie Prass (альбом)
| Совокупная оценка    | Совокупная оценка |
| Источник             | Оценка            |
| -------------------- | ----------------- |
| Metacritic           | 86/100            |
| Оценки критиков      |                   |
| Источник             | Оценка            |
| AllMusic             | [ 2 ]             |
| The A.V. Club        | B+                |
| Consequence of Sound | A-                |
| Exclaim!             | 8/10              |
| The Guardian         | [ 6 ]             |
| The Independent      | [ 7 ]             |
| musicOMH             | [ 8 ]             |
| The Observer         | [ 9 ]             |
| Paste                | 8.4/10            |
| Pitchfork Media      | 8.3/10            |
| Q                    | [ 12 ]            |

Natalie Prass — дебютный студийный альбом американской певицы Натали Прасс. Диск занял 50 место в UK Albums Chart. Продюсерами альбома выступили Мэттью И. Уайт и Трэй Поллард.

## Об альбоме
Песни для своего альбома Прасс начала сочинять ещё в 2009 году. В январе 2012 года она в собственной мастерской, расположенной на чердаке дома в Ричмонде, штате Вирджиния, начала делать студийные записи совместно с другом детства и основателем лейбла Spacebomb Records — Мэттью И. Уайтом. В качестве сопродюсера выступил Трэй Поллард, который также отвечал за струнные аранжировки.
Так как бюджет для альбома «фактически не существовал», но была необходимость в создании записей, Уайту в финансировании помогали друзья, которые обучались джазу в Университете Содружества Виргинии
. К февралю 2012 года запись альбома была окончена, но выпуск был отсрочен. Вместо этого на Spacebomb был тогда выпущен альбом Уайта — Big Inner.

## Музыкальные видео
4 февраля 2015 года был снят клип на песню «Why Don't You Believe In Me». Режиссёрами видеоклипа выступили Эрика Прайс и Тиона Маклодден.
15 июня 2015 года вышло  музыкальное видео на песню «Bird of Prey». Режиссёром выступила бас-гитаристка группы Dum Dum Girls, Малия Джеймс.

## Список композиций
| №  | Название                      | Длительность |
| -- | ----------------------------- | ------------ |
| 1. | «My Baby Don't Understand Me» | 5:12         |
| 2. | «Bird of Prey»                | 5:22         |
| 3. | «Your Fool»                   | 3:16         |
| 4. | «Christy»                     | 3:52         |
| 5. | «Why Don't You Believe in Me» | 3:54         |
| 6. | «Violently»                   | 5:46         |
| 7. | «Never Over You»              | 3:59         |
| 8. | «Reprise»                     | 3:44         |
| 9. | «It Is You»                   | 4:01         |